# Twin Peaks (serial telewizyjny 2017)
Twin Peaks – amerykański serial telewizyjny Davida Lyncha i Marka Frosta, będący zapowiadaną w finałowym odcinku serialu z lat 90. jego kontynuacją.
Serial miał premierę równolegle w kilku krajach świata 21 maja 2017 (22 maja nad ranem, czasu polskiego). W Polsce pokazuje go stacja HBO.
W obsadzie pojawia się wielu aktorów z oryginalnego serialu, w tym Kyle MacLachlan. Zabrakło natomiast Michaela Ontkeana, który zrezygnował z aktorstwa. Do obsady dołączyli: Laura Dern, Richard Chamberlain, Tim Roth, Monica Bellucci, Naomi Watts, Jennifer Jason Leigh czy Jim Belushi.

## Obsada
- Kyle MacLachlan – w potrójnej roli jako agent specjalny Dale Cooper, sobowtór Coopera („Mr. C”) oraz Dougie Jones
- Sheryl Lee – Laura Palmer
- David Lynch – agent specjalny Gordon Cole
- Miguel Ferrer – agent specjalny Albert Rosenfield
- Naomi Watts – Janey-E Jones
- Mädchen Amick – Shelly Briggs
- Dana Ashbrook – Bobby Briggs
- James Marshall – James Hurley
- Robert Forster – szeryf Frank Truman
- Michael Horse – Tommy „Hawk” Hill
- Laura Dern – Diane Evans
- Chrysta Bell – agentka specjalna Tamara Preston
- Harry Goaz – Andy Brennan
- Kimmy Robertson – Lucy Moran
- Amanda Seyfried – Becky Burnett
- Caleb Landry Jones – Steven Burnett
- Eamon Farren – Richard Horne
- Richard Beymer – Benjamin Horne
- David Patrick Kelly – Jerry Horne
- Peggy Lipton – Norma Jennings
- Everett McGill – Duży Ed Hurley
- Wendy Robie – Nadine Hurley
- Russ Tamblyn – Dr Lawrence Jacoby
- Harry Dean Stanton – Carl Rodd
- Warren Frost – Dr Will Hayward
- Alicia Witt – Gersten Hayward
- Ray Wise – Leland Palmer
- Grace Zabriskie – Sarah Palmer
- Catherine E. Coulson – Margaret Lanterman/Pieńkowa Dama
- Charlotte Stewart – Betty Briggs
- Jan D’Arcy – Sylvia Horne
- Eric Rondell – Johnny Horne
- Balthazar Getty – Red
- Ashley Judd – Beverly Paige
- Walter Olkewicz – Jean-Michel Renault
- Al Strobel – MIKE/Phillip Gerard
- Carel Struycken – ??????/Strażak[a]
- Robert Knepper – Rodney Mitchum
- Jim Belushi – Bradley Mitchum
- Amy Shiels – Candie
- David Duchovny – Denise Bryson
- Jennifer Jason Leigh – Chantal Hutchens
- Tim Roth – Gary „Hutch” Hutchens
- George Griffith – Ray Monroe
- Nicola LaLiberte – Darya
- Michael Cera – Wally „Brando” Brennan
- Matthew Lillard – Will Hastings
- Don Murray – Bushnell Mullins
- Tom Sizemore – Anthony Sinclair
- John Pirruccello – Chad Broxford
- Patrick Fischler – Duncan Todd
- David Dastmalchian – Warrick
- Madeline Zima – Tracy Barberato
- Elena Satine – Rhonda
- Jeremy Davies – Jimmy
- Ronnie Gene Blevins – Tommy
- Monica Bellucci – Monica Bellucci
- Sky Ferreira – Ella
- Richard Chamberlain – Bill Kennedy

## Występy muzyczne
Niemal w każdej części serialu pojawia się zespół muzyczny, występujący na żywo w barze Roadhouse.
- „Part 2”: Chromatics – „Shadow”
- „Part 3”: The Cactus Blossoms – „Mississippi”
- „Part 4”: Au Revoir Simone – „Lark”
- „Part 5”: Trouble – „Snake Eyes”
- „Part 6”: Sharon Van Etten – „Tarifa”
- „Part 8”: Nine Inch Nails – „She’s Gone Away”
- „Part 9”: Hudson Mohawke oraz Au Revoir Simone – „A Violent Yet Flammable World”
- „Part 10”: Rebekah Del Rio – „No Stars”
- „Part 12”: Chromatics – „Saturday”
- „Part 13”: James Marshall – „Just You”
- „Part 14”: Lissie z zespołem – „Wild Wild West”
- „Part 15”: The Veils – „AXOLOTL”
- „Part 16”: Eddie Vedder – „Out of Sand”
- „Part 17”: Julee Cruise – „The World Spins”

## Fabuła
Recenzenci, a także David Lynch zwracają uwagę, że 3. sezon należy traktować sensu stricto nie jako serial, ale jako 18-godzinny film.

## Lista odcinków
Poniższa lista oparta została na stronie tvmaze.com, w której produkcja ta jest uznawana za trzeci sezon Twin Peaks.
| #  | Tytuł               | Reżyseria   | Scenariusz               | Premiera (Showtime) |
| -- | ------------------- | ----------- | ------------------------ | ------------------- |
| 1  | The Return, Part 1  | David Lynch | Mark Frost i David Lynch | 21 maja 2017        |
| 2  | The Return, Part 2  | David Lynch | Mark Frost i David Lynch | 21 maja 2017        |
| 3  | The Return, Part 3  | David Lynch | Mark Frost i David Lynch | 28 maja 2017        |
| 4  | The Return, Part 4  | David Lynch | Mark Frost i David Lynch | 28 maja 2017        |
| 5  | The Return, Part 5  | David Lynch | Mark Frost i David Lynch | 4 czerwca 2017      |
| 6  | The Return, Part 6  | David Lynch | Mark Frost i David Lynch | 11 czerwca 2017     |
| 7  | The Return, Part 7  | David Lynch | Mark Frost i David Lynch | 18 czerwca 2017     |
| 8  | The Return, Part 8  | David Lynch | Mark Frost i David Lynch | 25 czerwca 2017     |
| 9  | The Return, Part 9  | David Lynch | Mark Frost i David Lynch | 9 lipca 2017        |
| 10 | The Return, Part 10 | David Lynch | Mark Frost i David Lynch | 16 lipca 2017       |
| 11 | The Return, Part 11 | David Lynch | Mark Frost i David Lynch | 23 lipca 2017       |
| 12 | The Return, Part 12 | David Lynch | Mark Frost i David Lynch | 30 lipca 2017       |
| 13 | The Return, Part 13 | David Lynch | Mark Frost i David Lynch | 6 sierpnia 2017     |
| 14 | The Return, Part 14 | David Lynch | Mark Frost i David Lynch | 13 sierpnia 2017    |
| 15 | The Return, Part 15 | David Lynch | Mark Frost i David Lynch | 20 sierpnia 2017    |
| 16 | The Return, Part 16 | David Lynch | Mark Frost i David Lynch | 27 sierpnia 2017    |
| 17 | The Return, Part 17 | David Lynch | Mark Frost i David Lynch | 3 września 2017     |
| 18 | The Return, Part 18 | David Lynch | Mark Frost i David Lynch | 3 września 2017     |

## Reakcje
Pierwsze odcinki serialu zyskały przychylne oceny krytyków. Prolog serialu został nagrodzony pięciominutową owacją na festiwalu w Cannes w 2017 r. Twórcy chwaleni są za odważny, eksperymentalny format. Zdaniem Wojciecha Orlińskiego 3 sezon Twin Peaks to serial o upadku amerykańskiego kapitalizmu i demokracji, krytyka sytuacji w USA. Według Rolling Stone 3 sezon Twin Peaks jest nie tylko arcydziełem, ale być może również najbardziej nowatorskim serialem telewizyjnym, jaki kiedykolwiek powstał.

## Nagrody
| Rok  | Nagroda | Kategoria               | Laureat         |
| ---- | ------- | ----------------------- | --------------- |
| 2018 | Saturn  | Prezentacja telewizyjna | -               |
| 2018 | Saturn  | Najlepszy aktor         | Kyle MaCLachlan |
| 2018 | Saturn  | Występ gościnny:        | David Lynch     |